# Пусошур
Пусошу́р (рос. Пусошур) — присілок в Глазовському районі Удмуртії, Росія.

## Населення
Населення — 306 осіб (2010; 332 в 2002).
Національний склад станом на 2002 рік:
- удмурти — 91 %

## Урбаноніми[3]
- вулиці — Гондиревська, Клубна, Нова, Центральна, Шкільна